# Lately I Feel Everything
| Совокупная оценка    | Совокупная оценка |
| Источник             | Оценка            |
| -------------------- | ----------------- |
| Metacritic           | 79/100            |
| Оценки критиков      |                   |
| Источник             | Оценка            |
| AllMusic             | [ 5 ]             |
| Clash                | 7/10              |
| Exclaim!             | 7/10              |
| i                    | [ 8 ]             |
| The Independent      | [ 9 ]             |
| Kerrang!             | 4/5               |
| NME                  | [ 10 ]            |
| The Line of Best Fit | 8/10              |
| Pitchfork            | 6.6/10            |

Lately I Feel Everything (стилизовано как lately i feel EVERYTHING; с англ. — «В последнее время я чувствую всё») — четвёртый студийный альбом американской певицы Уиллоу, выпущенный на лейблах MSFTSMusic и Roc Nation 16 июля 2021. Пластинка знаменует собой отход певицы от альтернативного ритм-н-блюза в сторону поп-панка и инди-рока. В качестве гостей на альбоме присутствуют Трэвис Баркер, Аврил Лавин, Тиера Вок, Cherry Glazerr и Эйла Теслер-Мэйб.
В поддержку альбома было выпущено два сингла: «Transparent Soul» и «Lipstick»; первый из них вошел в топ-40 чартов Великобритании, Ирландии, Новой Зеландии, а также стал третьей записью Уиллоу, попавшей в американский чарт Billboard Hot 100 — 76 строчка.

## Список композиций
| №                   | Название                                           | Автор(ы)                                             | Длительность |
| ------------------- | -------------------------------------------------- | ---------------------------------------------------- | ------------ |
| 1.                  | «Transparent Soul» (при участии Трэвиса Баркера)   | Уиллоу Смит, Бейкер, Тайлер Коул                     | 2:48         |
| 2.                  | «F**k You»                                         | Уиллоу Смит                                          | 0:36         |
| 3.                  | «Gaslight» (при участии Трэвиса Баркера)           | Уиллоу Смит, Тайлер Коул                             | 1:49         |
| 4.                  | «Don’t Save Me»                                    | Уиллоу Смит                                          | 1:53         |
| 5.                  | «Naïve»                                            | Уиллоу Смит, Тайлер Коул                             | 2:49         |
| 6.                  | «Lipstick»                                         | Уиллоу Смит                                          | 3:11         |
| 7.                  | «Come Home» (при участии Эйлы Теслер-Мэйб)         | Уиллоу Смит, Тайлер Коул, Эйла Теслер-Мэйб           | 3:37         |
| 8.                  | «4ever»                                            | Уиллоу Смит, Тайлер Коул                             | 2:41         |
| 9.                  | «Xtra» (при участии Тиеры Вок)                     | Уиллоу Смит, Тайлер Коул, Тиера Вок                  | 2:21         |
| 10.                 | «Grow» (при участии Трэвиса Баркера и Аврил Лавин) | Уиллоу Смит, Тайлер Коул, Трэвис Баркер, Аврил Лавин | 2:09         |
| 11.                 | «Breakout» (при участии Cherry Glazerr)            | Уиллоу Смит, Тайлер Коул, Клементин Криви            | 2:10         |
| Общая длительность: | Общая длительность:                                | Общая длительность:                                  | 26:04        |

## Чарты
| Чарт (2021)                            | Высшая позиция |
| -------------------------------------- | -------------- |
| Великобритания (Albums Sales Chart)    | 85             |
| Литва (AGATA)                          | 49             |
| США (Billboard 200)                    | 46             |
| США (Billboard Independent Albums)     | 6              |
| США (Billboard Top Alternative Albums) | 5              |
| США (Billboard Top Rock Albums)        | 10             |
| США (Rolling Stone Top 200)            | 28             |
| Шотландия (Scottish Albums Chart)      | 84             |